# Université Lille Nord de France
Uniwersytet Lille („Université Lille Nord de France”) – francuski uniwersytet zlokalizowany w Lille i Villeneuve-d’Ascq.

## Kampusy uczelni
W skład uczelni wchodzą:
- Campus Lille I (ścisłe i techniczne): Uniwersytet Lille I, École centrale de Lille
- Campus Lille II (prawo i medycyna): Université du droit et de la santé
- Campus Lille III (humanistyka): Université Charles-de-Gaulle Lille 3
- Campus de l'Université d’Artois- École des mines de Douai
- Campus de l'Université du Littoral Côte d'Opale (ULCO)
- Campus de l'Université de Valenciennes et du Hainaut-Cambrésis(UVHC).

## Studenci i wykładowcy
Émile Borel, Pierre Bourdieu, Albert Calmette, René Cassin, Henri Cartan, Jean Delannoy, Étienne Gilson, Henri Lacaze-Duthiers, Szolem Mandelbrojt, Benoît Mandelbrot, Henri Padé, Louis Pasteur, Faustin-Archange Touadéra

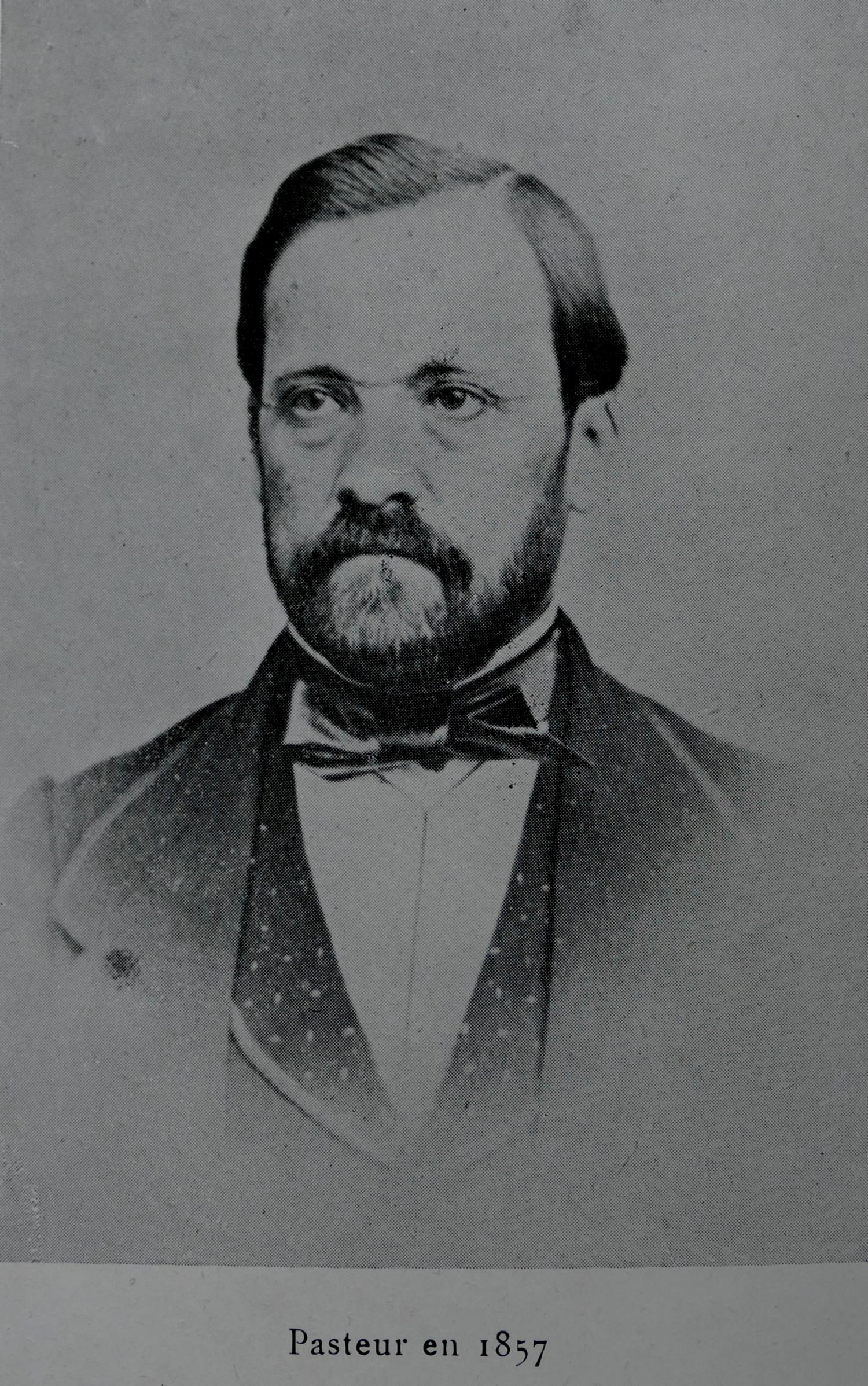
Louis Pasteur
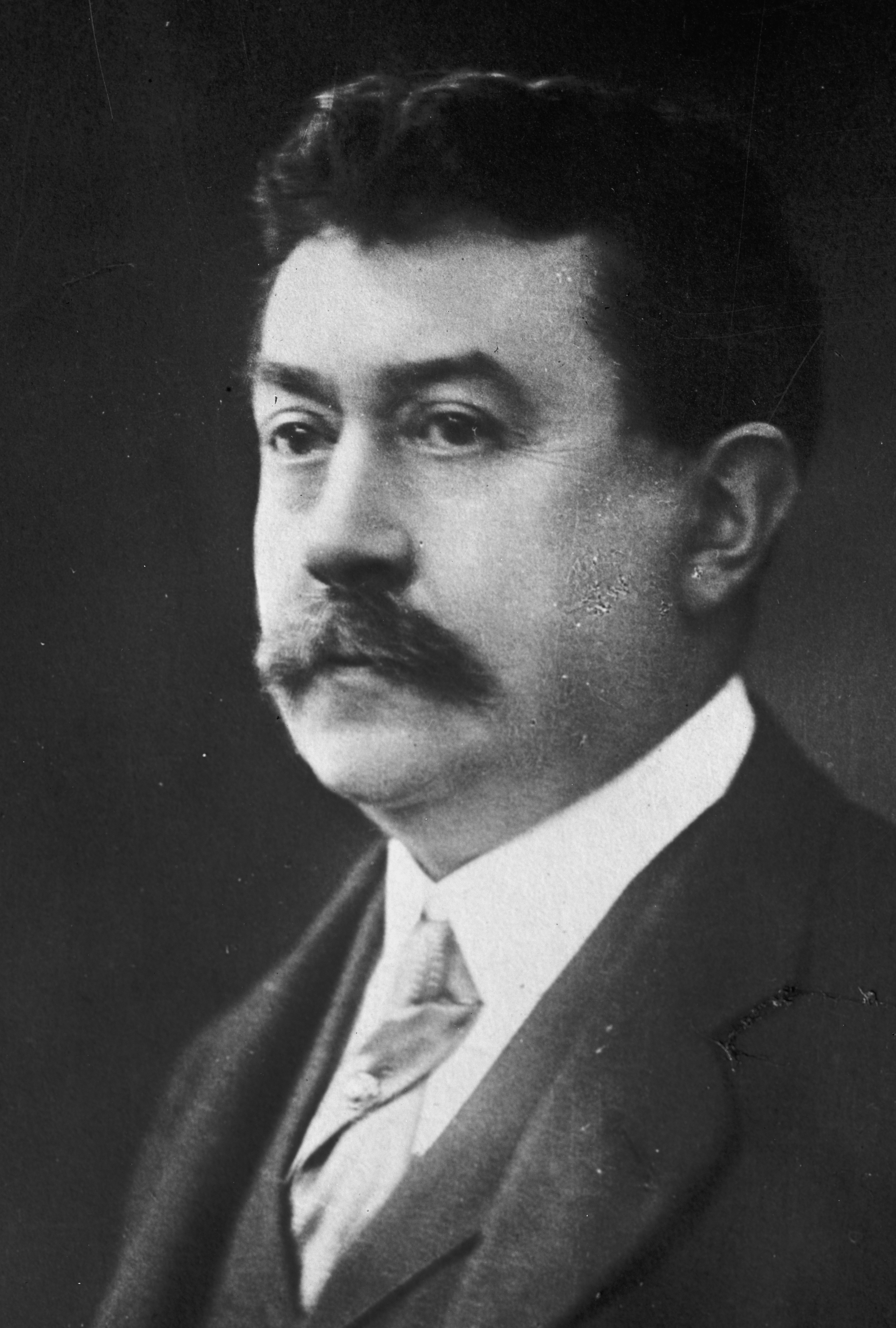
Paul Painlevé
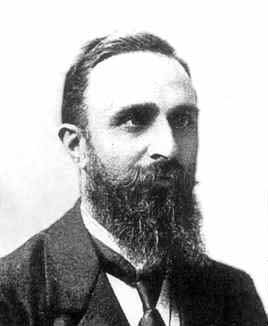
Henri Padé
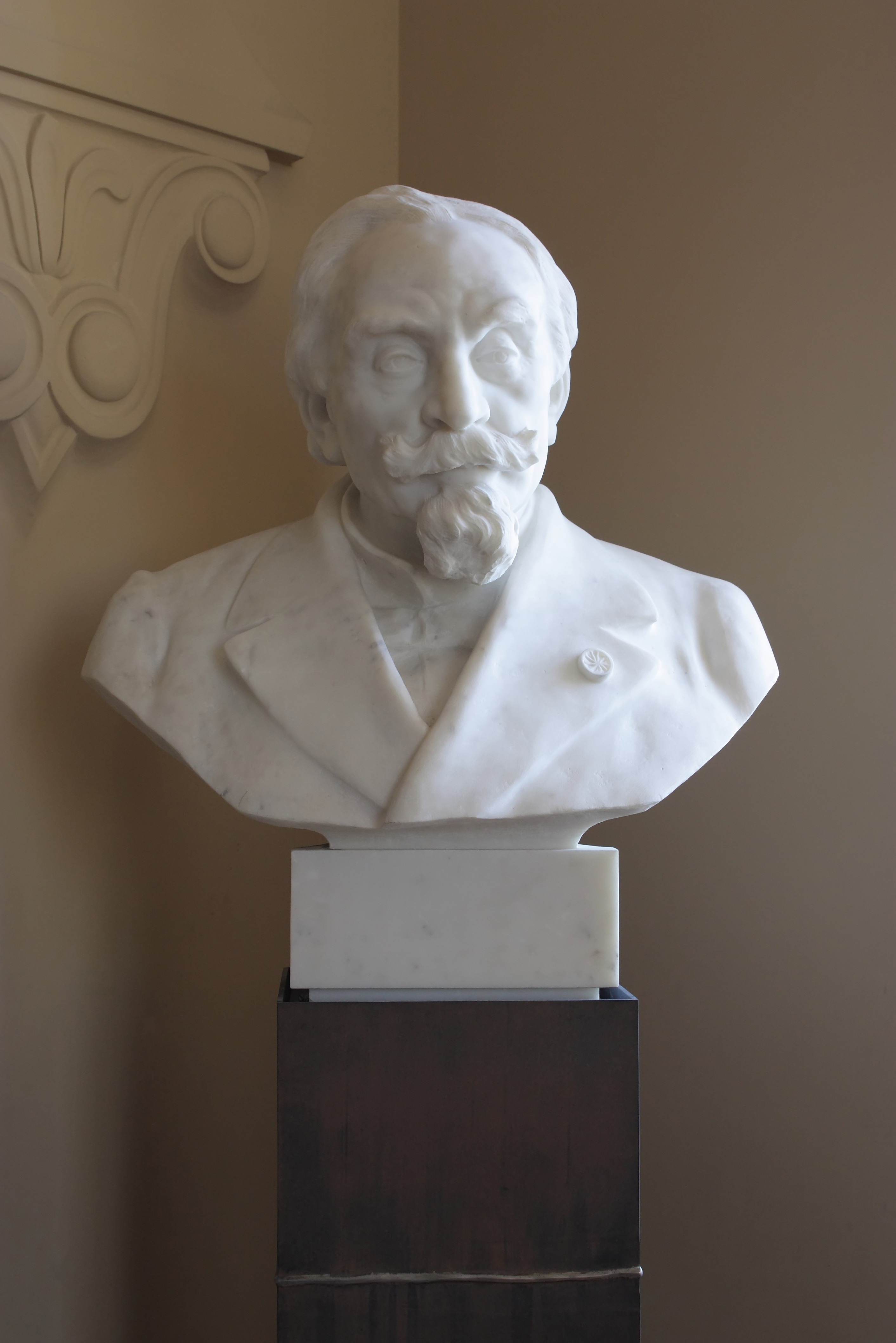
Henri Lacaze-Duthiers